# Resolutie 760 Veiligheidsraad Verenigde Naties
Resolutie 760 van de Veiligheidsraad van de Verenigde Naties werd op 18 juni 1992 unaniem aangenomen.

## Achtergrond
In 1980 overleed de Joegoslavische leider Tito, die decennialang de bindende kracht was geweest tussen de zes deelstaten van het land. Na zijn dood kende het nationalisme een sterke opmars, en in 1991 verklaarden verschillende deelstaten zich onafhankelijk. Hierdoor ontstond een burgeroorlog met minderheden in de deelstaten die tegen onafhankelijkheid waren en met het Volksleger.

## Inhoud
De Veiligheidsraad:
- herinnert aan de resoluties 752, 757 en 758 en vooral paragraaf °7 van resolutie 752, die de dringende nood aan humanitaire hulp benadrukte;
- handelt onder Hoofdstuk VII van het Handvest van de Verenigde Naties;
- beslist dat de verboden in paragraaf °4c van resolutie 757 betreffende de verkoop van goederen aan Joegoslavië niet van toepassing zijn op goederen waaraan essentiële humanitaire nood is.

## Verwante resoluties
- Resolutie 757 Veiligheidsraad Verenigde Naties
- Resolutie 758 Veiligheidsraad Verenigde Naties
- Resolutie 761 Veiligheidsraad Verenigde Naties
- Resolutie 762 Veiligheidsraad Verenigde Naties

Lijst ·  726 ·  727 ·  728 ·  729 ·  730 ·  731 ·  732 ·  733 ·  734 ·  735 ·  736 ·  737 ·  738 ·  739 ·  740 ·  741 ·  742 ·  743 ·  744 ·  745 ·  746 ·  747 ·  748 ·  749 ·  750 ·  751 ·  752 ·  753 ·  754 ·  755 ·  756 ·  757 ·  758 ·  759 ·  760 ·  761 ·  762 ·  763 ·  764 ·  765 ·  766 ·  767 ·  768 ·  769 ·  770 ·  771 ·  772 ·  773 ·  774 ·  775 ·  776 ·  777 ·  778 ·  779 ·  780 ·  781 ·  782 ·  783 ·  784 ·  785 ·  786 ·  787 ·  788 ·  789 ·  790 ·  791 ·  792 ·  793 ·  794 ·  795 ·  796 ·  797 ·  798 ·  799